# Altar de la Salud de Cartagena

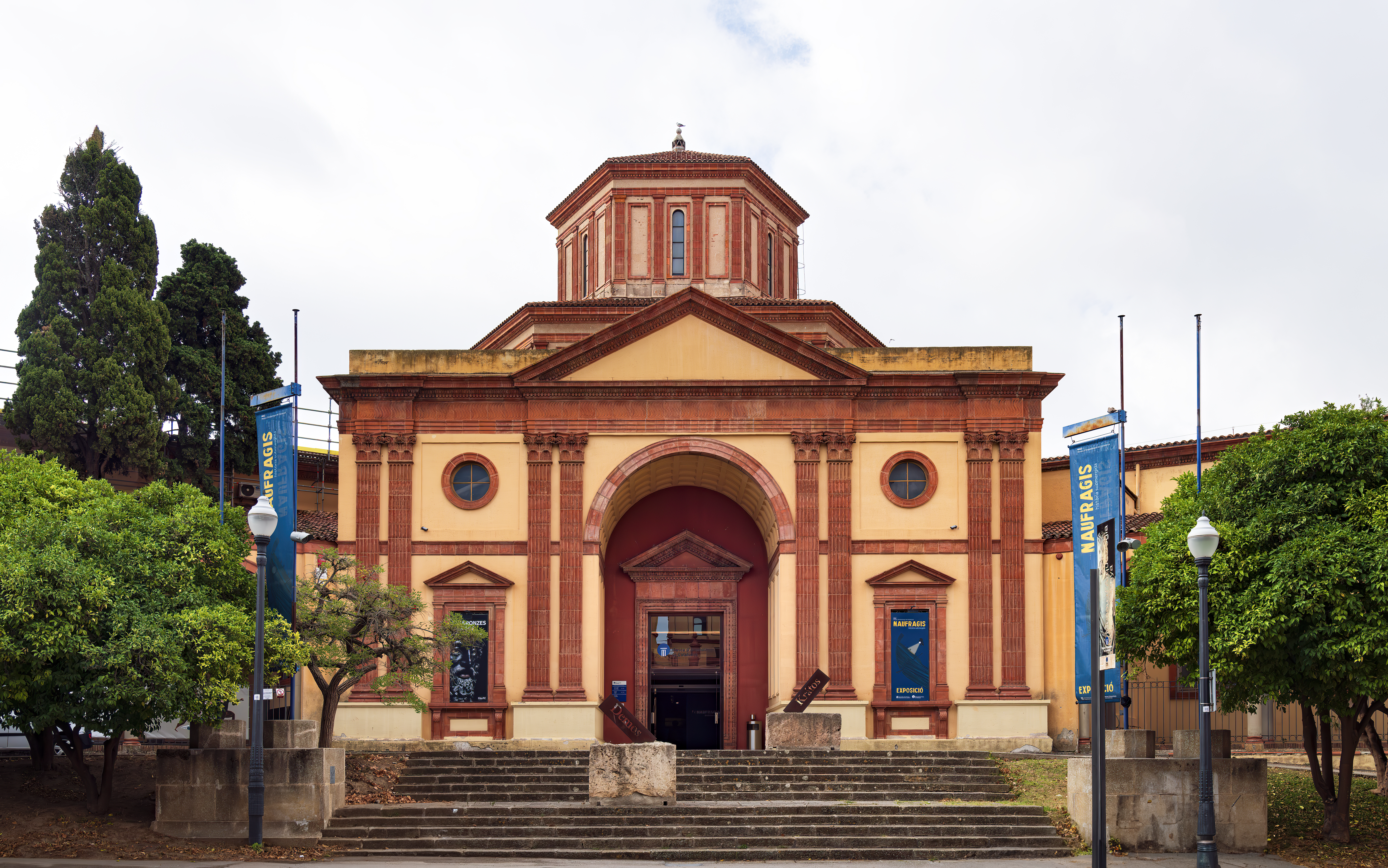
El Museo de Arqueología de Cataluña en Barcelona, institución que acoge el altar.

El Altar de la Salud de Cartagena, conocido también como el Ara Pacis, Ara de la Salud de Cartagena o Ara de Espinardo, es un altar que tradicionalmente se ha considerado consagrado en el siglo I d. C. a las deidades de la medicina y la sanidad Esculapio y Salus, en la colonia romana de Cartago Nova (actual Cartagena). Desde 1940 se conserva en el Museo de Arqueología de Cataluña en Barcelona bajo el número de inventario 19056, lo cual es motivo de reclamación por parte de la comunidad autónoma de la Región de Murcia.

## Morfología
El altar, con cerca de 120 cm de altura y destinado a recibir sacrificios de animales, fue esculpido en mármol de Carrara por un artesano inexperto, lo que se traduce en que sus relieves se revelan como de una calidad artística pobre. Su frontispicio muestra una figura femenina velada sosteniendo un ramo de olivo en mano izquierda y en la parte posterior del ara se exhiben dos cornucopias entrelazadas sobre una pátera, mientras que en los laterales aparece un timón de barco y un tronco de olivo con una serpiente enroscada. La primera descripción crítica de los relieves corresponde al humanista Francisco Cascales, quien escribía a principios del siglo XVII:

[...] No tiene letra ninguna; es piedra grande de mármol, con este hieroglífico: en un costado tiene un timón; en otro, la figura de Palas con un ramo de olivo; en el tercero, una cornucopia; en el último, un caduceo de Mercurio. Esta fué empresa de Julio César en su juventud, aspirando al Imperio romano. Y quiso decir por estas cuatro figuras, timón, ramo de olivo, cornucopia y caduceo, que había de gobernar el mundo en abundancia y paz. Que el timón signifique el gobierno, la cornucopia la abundancia y el caduceo la paz, no habrá nadie que lo ignore. La duda está si el ramo de olivo significa el mundo, etc.
Francisco Cascales, Discursos históricos de la ciudad de Murcia y su reino (1621).

El significado de esta simbología ha dividido las opiniones de los historiadores del siglo XX en adelante, entre los cuales predominó tempranamente la voz de Antonio Beltrán. El catedrático de la Universidad de Zaragoza especulaba en 1947 que las cornucopias y el timón representaban el valor de la paz y sus fructíferas consecuencias, haciéndose eco de la suposición de Cascales respecto al tronco de olivo y la serpiente, si bien matizaba la referencia hacia Esculapio.
El arqueólogo José Miguel Noguera, de la Universidad de Murcia, practica en 2004 una revisión de los trabajos de Beltrán y otros historiadores precedentes, en la que discrepa de la hipótesis que tradicionalmente ha asociado el altar a Esculapio y Salus, considerando que en él se manifiesta más bien el lenguaje figurativo de la propaganda iniciada por Augusto sobre la Pax Romana: sería esta la razón de que se exhibieran los tópicos artísticos vinculados al nuevo régimen imperial, como pax, fortuna, salus y abundantia. Asimismo, identifica a la mujer del ramo de olivo con la diosa Fortuna, a la vez que describe como errónea la atribución a Esculapio y Salus del tronco de la serpiente, el pretendido caduceo, relacionado a su parecer más bien con el culto al emperador y una alusión a los sacerdotes que lo ofician.

## Historia

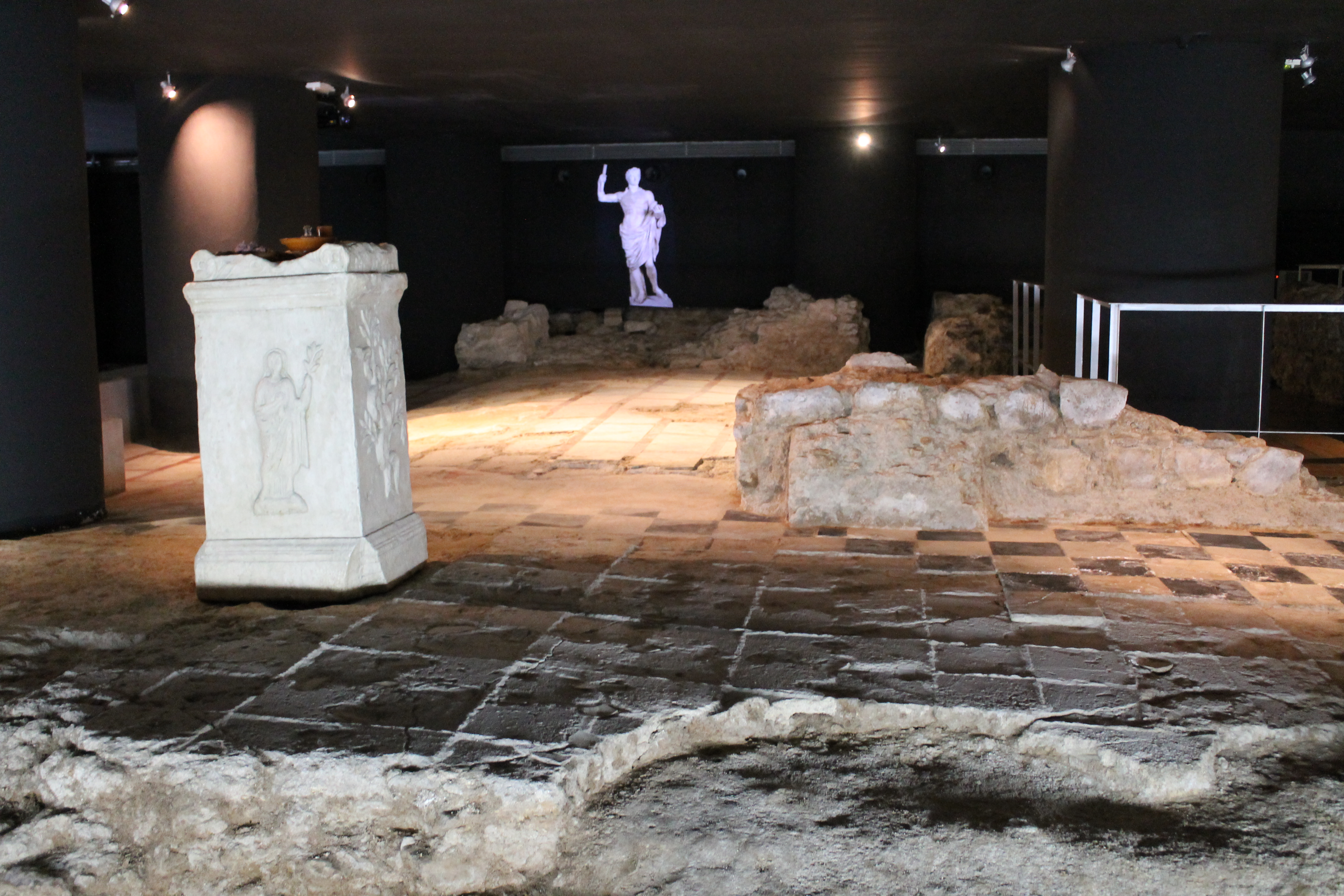
Réplica en poliuretano del altar, en el augusteum de Cartagena.

No existe tampoco un consenso respecto a la datación de la pieza, cuya situación habría estado originalmente en la entrada de un templo. Así, los académicos han ofrecido fechas que abarcan desde la época de Augusto (r. 27 a. C.–14 d. C.) a la de Vespasiano (r. 69–79). Beltrán aventuró la erección del altar en el año 2 d. C. a través de una asociación a la emisión monetal de la ceca local, mientras que Noguera prefiere registrarla entre finales del reinado de Augusto y comienzos del de Tiberio.
El descubrimiento del ara se produjo en el monte Sacro, una de las colinas fundacionales de Cartagena, según el erudito decimonónico Javier Fuentes y Ponte. Es una conjetura ampliamente aceptada, si bien plantea dudas en Noguera, que sugiere un origen alternativo en las obras de fortificación acometidas durante el siglo XVI entre los cerros del Molinete y la Concepción.
La procedencia cartagenera de la escultura está fuera de toda sospecha, aunque el momento en que fue trasladada a Murcia por el obispo Sancho Dávila Toledo permanece turbio, con Beltrán mencionando el año 1594 sin citar una fuente que lo respalde. El prelado decidió regalarla a Alonso Fajardo de Tenza, señor de Espinardo, quien la ubicó en el jardín de su palacio en la villa del mismo nombre. Pasaron los siglos hasta que uno de sus descendientes, Luis Escrivá de Romaní y Fernández de Córdoba, II marqués de Argelita, la llevó a Hospitalet de Llobregat y traspasó en 1895 su titularidad al marqués de Aguilar de Ebro, quien la emplazó en su residencia. En 1940, tras un periodo en el que se había hallado en la finca del marqués en Monistrol, fue finalmente adquirida por el Museo Arqueológico de Barcelona, donde se mantiene en la actualidad.

### Reclamación por la Región de Murcia
En 2013, el periodista Antonio Botías reveló que en 1872 se había producido la primera tentativa de las autoridades murcianas por incorporar el altar a las colecciones de un museo de la provincia de Murcia, cuando aún se encontraba en Espinardo. No fue hasta 1997 cuando volvió a producirse una nueva reivindicación, por mano del grupo del Partido Socialista Obrero Español (PSOE) en el Ayuntamiento de Cartagena, que impulsó una moción para pedir la cesión temporal de cara al 50.º Congreso Nacional de Arqueología.
En 2005, el Partido Popular (PP) y el Consejo de Gobierno de la Región de Murcia promovieron en el Senado una proposición para el retorno permanente de la pieza, con la intención de integrarla en el Museo del Teatro Romano que estaba edificándose en Cartagena. La moción, cuyo texto instaba al Gobierno central a mediar entre las comunidades catalana y murciana en una futura negociación, fue aprobada en 2006 con los votos a favor del PP y el Partido Nacionalista Vasco, y en contra del PSOE. Los socialistas afirmaron que el asunto debía tratarse exclusivamente entre las comunidades autónomas implicadas, ya que el Gobierno central no cuenta con competencias sobre el museo barcelonés ni el altar. En la misma línea se pronunció la directora del Museo de Arqueología de Cataluña en Barcelona, Núria Rafel i Fontanals, en tanto que la Generalidad de Cataluña informó de que no se expresaría sobre la cuestión hasta que el gobierno murciano realizase una petición formal.
En 2016, Movimiento Ciudadano presentó una moción ante el pleno del Ayuntamiento de Cartagena para instar a la Dirección General de Bienes Culturales de la comunidad autónoma a llevar a cabo las gestiones precisas con el Departamento de Cultura de la Generalidad de Cataluña para la devolución de la citada pieza. La moción contó con el apoyo del grupo proponente, el PSOE y Cartagena Sí Se Puede.